# Chiesa di San Giovanni Evangelista (Ponsacco)
La chiesa di San Giovanni Evangelista è la chiesa parrocchiale Arcipretura di Ponsacco e si trova in piazza San Giovanni nel centro del paese.

## Storia e descrizione
L'edificio, a tre navate, fu realizzato tra il 1823 e il 1836 in stile neorinascimentale dall'architetto Alessandro Gherardesca, mentre il campanile a lato, alto 36 metri e caratterizzato da una lieve pendenza, fu costruito in stile neogotico tra il 1862 e il 1873 su disegno dell'Ing. Antonio Torracchi. Il 12 luglio 2014 è stato inaugurato il campanile restaurato, dopo 37 mesi di lavori.
All'interno, l'affresco della cupola con le Virtù teologali è di Giuseppe Bacchini (1829), mentre i Quattro Evangelisti nei pennacchi sottostanti furono dipinti da Vincenzo Ceccanti nel 1912. Nel soffitto, cinque affreschi, di cui due di Ezio Marzi (1848): il Tentativo di martirio di san Giovanni Evangelista e una Visione dell'Apocalisse; un altro affresco è di Gaetano Sarti (Apocalisse) e gli altri due di Antonio Gaioni (1950): Crocifissione di Gesù e l'Anno Santo 1950. Nella cappella della Madonna della Neve, la statua della Madonna col Bambino o del latte in terracotta policroma attribuita a Benedetto da Maiano e affresco di Antonio Gaioni: l'Assunzione della Vergine (1959).
Nella chiesa sono custodite in un'urna le ossa di San Costanzo martire, protettore del paese e provenute dalle catacombe di San Callisto in Roma nel 1676. Nel battistero si trova l'antica campana fusa nel 1372 proveniente da Appiano. Di particolare rilevanza l'organo Agati (1836).

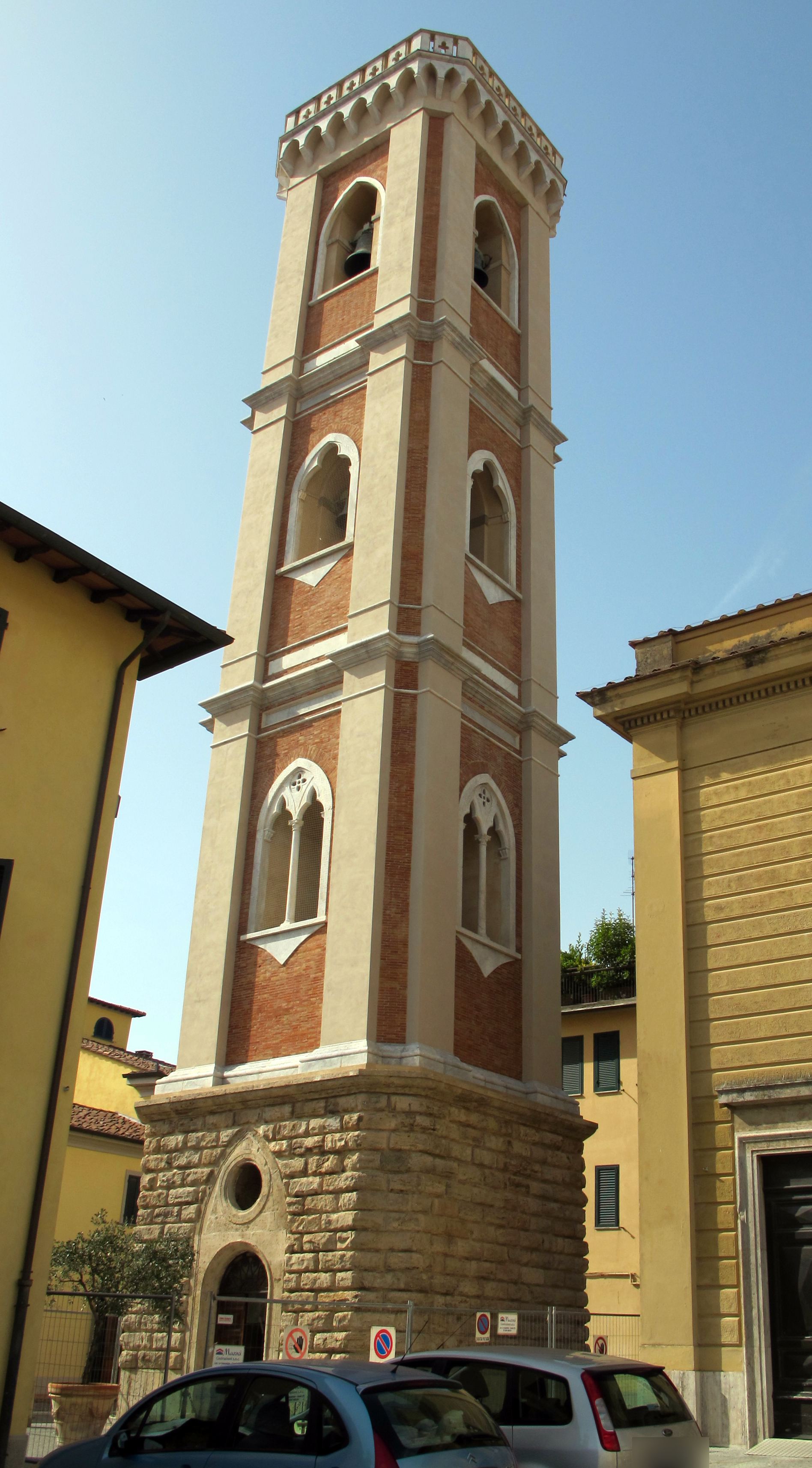
Il campanile pendente
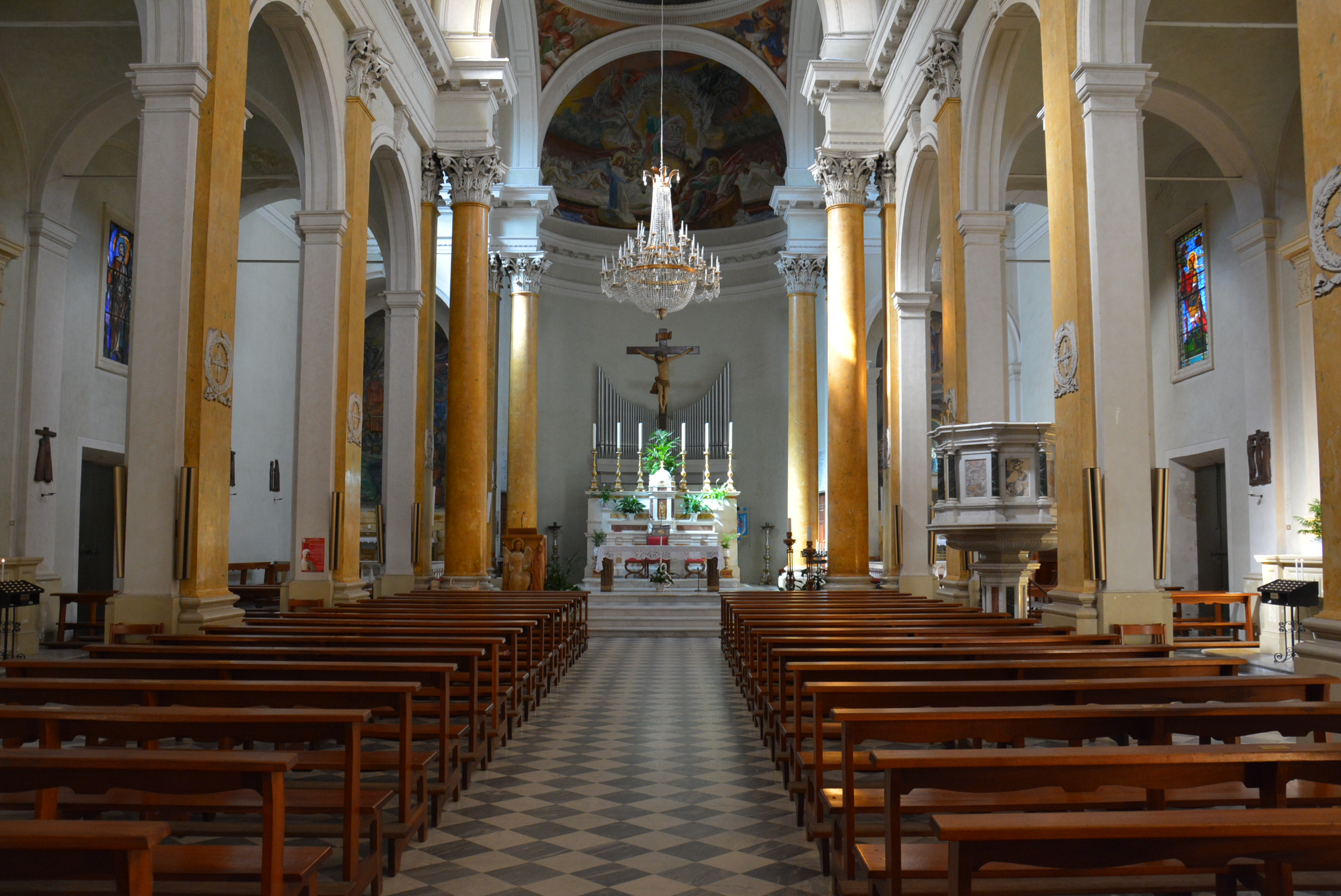
Interno
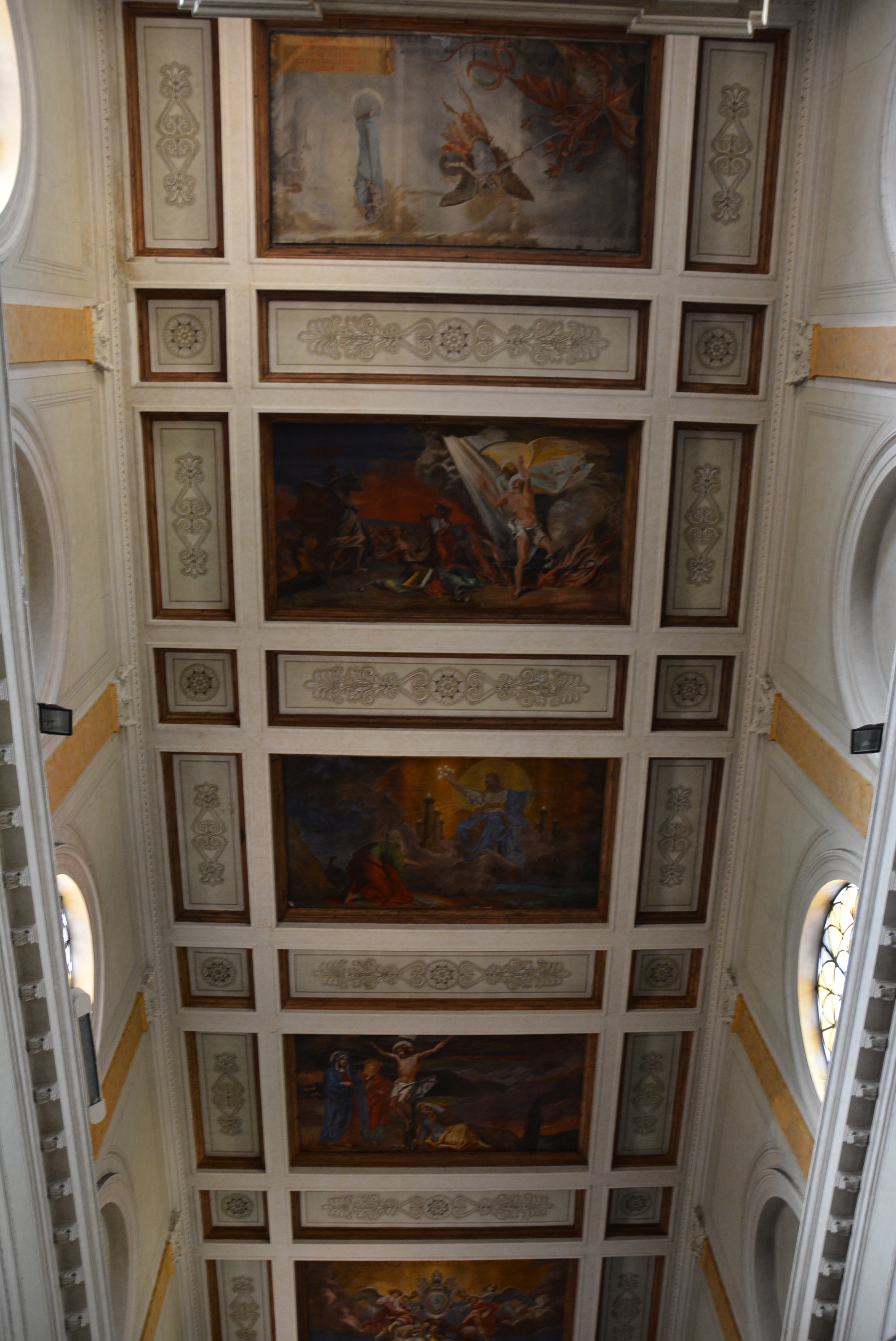
Affreschi del soffitto